# 邱秀珍
邱秀珍，是台灣的資深新聞主播及節目主持人，曾先後擔任香港商傳訊電視中天頻道（即中天新聞台前身）、環球電視台、三立新聞台、東森新聞台新聞主播及節目主持人；並曾任職中華數位內容協會執行長、財團法人華聚產業共同標準推動基金會副執行長、豈凡公關顧問股份有限公司董事總經理等職。現職為華聚基金會顧問，其夫為已故前立法委員龐建國。

## 生平
臺北市立中山女子高級中學、東吳大學哲學系畢業，國立臺灣師範大學三民主義研究所碩士。曾任私立延平中學教師，後進入新聞界，並兼任大學講師。
在其電視生涯中，值得一提的是在擔任香港商傳訊電視中天頻道臺北中心監製時，在半年內完成了開台的艱鉅任務，中天頻道成為臺灣第一家24小時播出的專業新聞頻道；後來又參與環球電視台的創台工作，曾任新聞部副理、製作主任、採訪中心主任，負責製作及主播《環球晚間新聞》。在環球電視經營權易主後，轉戰三立新聞台（SETN），主播晚間新聞時段，並和蕭素貞共同主持中國廣播公司《新快樂主義》節目。2001年加入東森電視台新聞部擔任新聞主播，同時主持東森新聞S台《發燒人物》節目以及東森廣播電台《新聞珍精彩》節目。
2003年，出任中華數位內容協會執行長。並在2005年擔任財團法人華聚產業共同標準推動基金會副執行長。
2012年成立豈凡公關顧問股份有限公司，擔任董事總經理。

## 學歷
- 國立臺灣師範大學教育學碩士
- 私立東吳大學哲學系學士
- 臺北市立中山女子高級中學
- 天主教達人女子中學

## 經歷
- 私立延平中學教師
- 中華電視台執行製作／新聞節目製作人
- 國立空中大學人文學院講師
- 中國文化大學大眾傳播學系講師
- 傳訊電視中天頻道台北中心監製／新聞主播／節目組長／節目主持人
- 環球電視新聞部副理／採訪主任／製作主任／晚間新聞主播／節目主持人
- 三立新聞台晚間新聞主播
- 中國廣播公司節目主持人
- 勁報廣播電台節目主持人
- 銀河網路電台節目主持人
- 東森電視台新聞主播
- 東森廣播台主持人
- 東森新聞S台節目主持人
- 台灣新聞記者協會常務理事
- 中華數位內容協會執行長
- 財團法人華聚產業共同標準推動基金會副執行長
- 經濟部搭橋辦公室顧問
- 工業技術研究院特聘研究
- 行政院資訊通信發展推動小組民間諮詢委員會委員
- 台灣公共關係協會顧問
- 豈凡公關顧問股份有限公司董事總經理
- 台灣競爭力論壇學會創新創業組召集人